# Torbjörn Taxén
Torbjörn Taxén, né le 25 février 1952 à Uppsala, en Suède, est un ancien joueur suédois de basket-ball.